# Њу Блејн (Арканзас)
Њу Блејн (енгл. New Blaine) насељено је место без административног статуса у америчкој савезној држави Арканзас.

## Демографија
По попису из 2010. године број становника је 174.
| Група             | 2000.    | 2010.       |
| Белци             | 0 (0,0%) | 168 (96,6%) |
| Афроамериканци    | 0 (0,0%) | 0 (0,0%)    |
| Азијати           | 0 (0,0%) | 0 (0,0%)    |
| Хиспаноамериканци | 0 (0,0%) | 4 (2,3%)    |
| Укупно            | 0        | 174         |